# ふれあいの森 (小牧市)

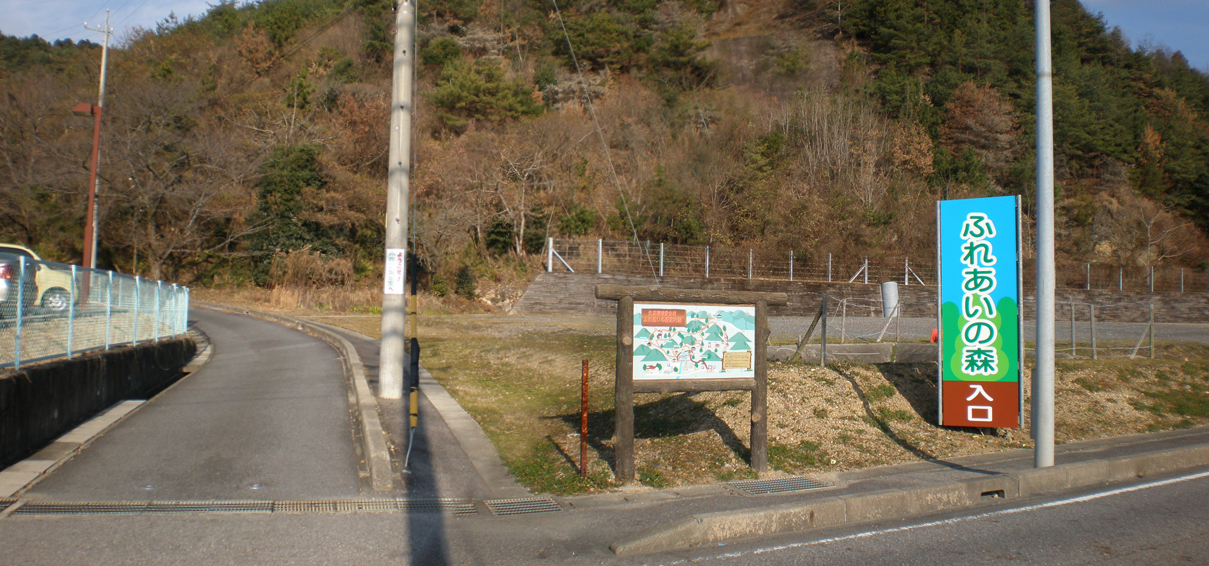
入り口

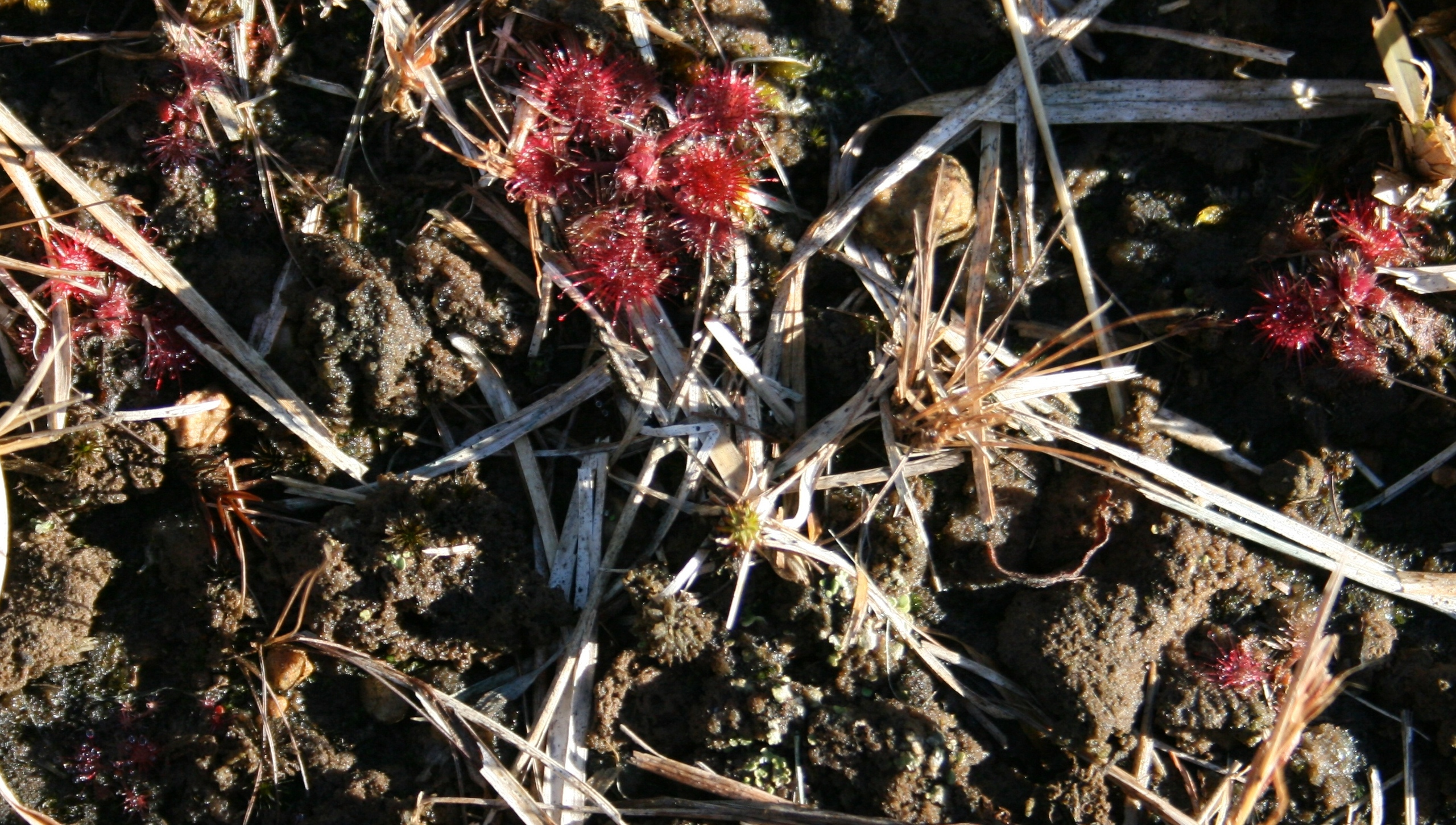
モウセンゴケの群落（冬）

ふれあいの森（ふれあいのもり）は、愛知県小牧市の白山一帯に設けられた生活環境保全林である。

## 概要
1992年（平成4年）から1993年（平成5年）にかけて、愛知県によって整備された。東西約400m、南北約500m、標高約88m～223.5m、
面積は約23haある。全部で5つのゾーンに分けられており、登山道や休憩所、展望台などが整備されている。
様々な木々や植物が生息または植えられているが、中でも南部にはコモウセンゴケの群落がある。
なお2000年（平成12年）9月の東海豪雨により一部で土砂崩れが起こったため、森は一時立ち入り禁止となっていた。しかし現在は修復工事が終わり、入れるようになっている。

## 歴史
- 1984年（昭和59年）6月1日 - 市民四季の道が開通。
- 1992年（平成4年） - 1993年（平成5年） - 愛知県による整備が行なわれる。
- 1995年（平成7年）10月26日 - 「ふれあいの森」がオープン。
- 2000年（平成12年）9月 - 東海豪雨により土砂崩れ。施設内が立ち入り禁止になったが、2011年1月2日現在遊歩道は全面修復されている。

## 施設

### 所在地
- 愛知県小牧市大字野口地内

### 区分
1. 紅葉の森
2. 早春の森
3. 野鳥の森
4. コモウセンゴケ群落保護区
5. 湖畔の森 - 「北新池」と言うため池を中心とした地区。トンボの保護区として小牧トンボ王国が整備されている他、古墳時代の古墳である北新池古墳がある。

### 交通手段
- こまき巡回バスの「温水プール前」停留所下車、徒歩で約5分。
- 駐車場 - 環境センターの東には、利用者用の駐車場が整備されている。

## 関連書籍
- 『新・こんなに楽しい愛知の130山』　あつた勤労者山岳会（編）、風媒社、2003年、ISBN 4-833-10107-6、pp16-17